# 알렉산드르 보로디치
알렉산드르 보로디치(러시아어: Алексáндр Борóдич, 1975년 7월 28일 ~ )는 러시아의 벤처 투자, 시리얼 기업가, 디지털 미디어 전략가이다.
2016년 러시아 최대 과학 기술 혁신 단지 '스콜코보'에서 행했던 의식에서 "러시아에서 올해의 에인절비즈니스"로 인정 받았다. 보로디치는 Universa 블록체인 플랫폼의 창립자이자 개인 투자자이다. 마케팅 커뮤니케이션 에이전시 FutureAction의 관리 파트너이자 FutureLabs Future Laboratory 및 VentureClub 투자자 클럽의 창립자이다. 전 세계적으로 70개 이상의 프로젝트에 투자했다. 모스크바 국립 대학교 경제 학교 전직 교장이다 (2010-2013).

## 학력
- 1999년 모스크바 주립 전자 공학 및 수학 대학교 졸업
- 2003년 모스크바 주립 전자 공학 및 수학 대학교
  - 박사 학위 취득
  - 모스크바 국립 대학교 전자공학과 수학과를 졸업
- 2007년 스톡홀름 경제 대학교 MBA 학위 취득

## 이력
1999년 Intel에서 프로젝트 관리자이자 웹 개발자로 경력을 시작했다. 2000년 ThinkWave에 웹 개발자로 참여했다. 2001년 192.com ICD Publishing의 엔지니어로 활동했다. 2002년 연구 및 컨설팅 회사인 DirectInfo에서 전자 상거래 책임자로 활동했다.
2003년부터 2005년까지 바이러스 모니터링 서비스 인 ViralMete라는 자신의 프로젝트를 지도하면서 MAR Consult에서 온라인 마케팅을 하였다. 2005년부터 2009년까지 미국 Acronis의 온라인 마케팅 커뮤니케이션을 관리했으며, 다수의 성공적인 디지털 캠페인을 출범 시켰다. 2009년부터 2010년까지 마케팅 이사로 Mail.ru Group의 모든 온라인 마케팅을  지휘했다. Mail.ru의 모든 미디어 캠페인을 이끌면서 MTS, Beeline, 마이크로소프트 등과 새로운 파트너쉽을 맺었다. 2010년 Rumart.ru의 최고 경영자가 되어 2011년까지 활동하였다. 이후는 Glomper의 공동 창립자이자 CEO가 되었다.

## 개인 사업
2003년부터 2005년까지 여러 회사에서 일하면서 바이러스 활동을 모니터링하는 서비스 인 ViralMete를 개발했다.
2012년 소셜 네트워크를 통해 친구와 공유 할 수 있는 희망 목록을 만드는 서비스인 MyWishBoard.com을 공동 창립
2013년부터 FutureLabs 및 FutureAction의 매니징 파트너이자 강사로 활동
현재는 Universa 블록체인 프로젝트를 관리하고 있다.

## 현재 활동
보로디치는 Future Labs의 창립자이다. Future Labs의 목적은 타사 프로젝트에 투자와 투자자들의 자금을 끌어들이면서 자기 프로젝트를 개발하는 것이다. 보로디치는 전국 에인절 비즈니스 협회의 행정 협의회 (Administrative Council of the National Association of Business Angels) 회원이며 크라우드 펀딩 플랫폼 및 투자자 클럽 인 FutureAction의 매니징 파트너이며 VentureClub 디지털 마케팅 에이전시의 매니징 파트너다.

## 교육 활동
2003년 모스크바 국립 대학교에서 강의 시작
2003-2013년에 모스크바 국립 대학교 (MSU) 경제 수학 학과장
현재 모스크바 고등 경제 대학교 마케팅 교단 교사자 모스크바 국립 대학교 (Moscow State University)의 강사
그는 전문가 회의에서 정기적으로 연사로 활동하고 있다.
모스크바 국립 대학교 (MSU) 경제 수학 학과장이었으며 5년 이상 신경제학을 가르치고 있었다.

## 대외 평가
2012년에 소셜 네트워크 정보 보급 효율 분석에 관한 특허를 미국에서 발급받았다. 샌프란시스코 MobileBeat 2012에서 1등을 차지하였다.
2016년에 러시아 벤처 캐피탈 (Russian Venture Capital)에 따르면 "러시아에서 가장 활동적인 비즈니스맨"으로 인정 받았다.

## 취미
온라인 마케팅, 골프, 중국어, 유전학 및 생명 공학, 미래학, 스노우 보드, 조깅.